# 麦旋风

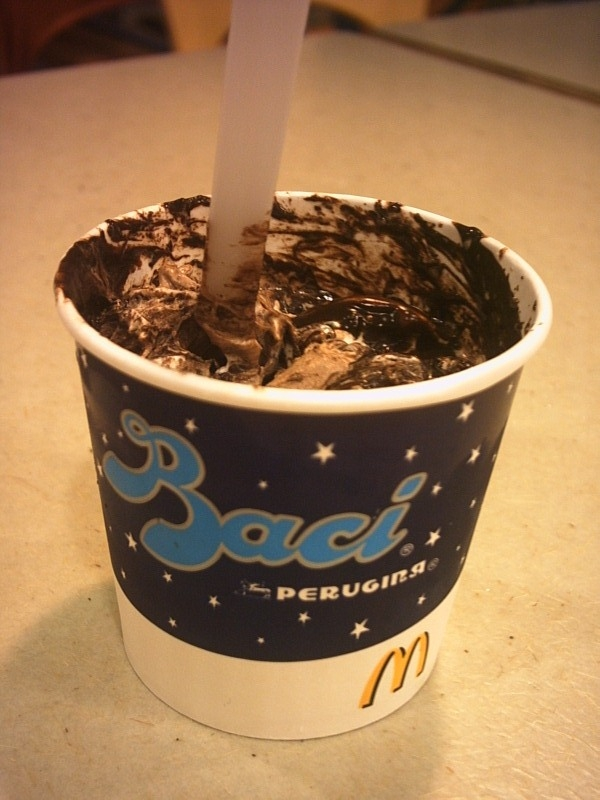
巧克力意大利式冰旋风

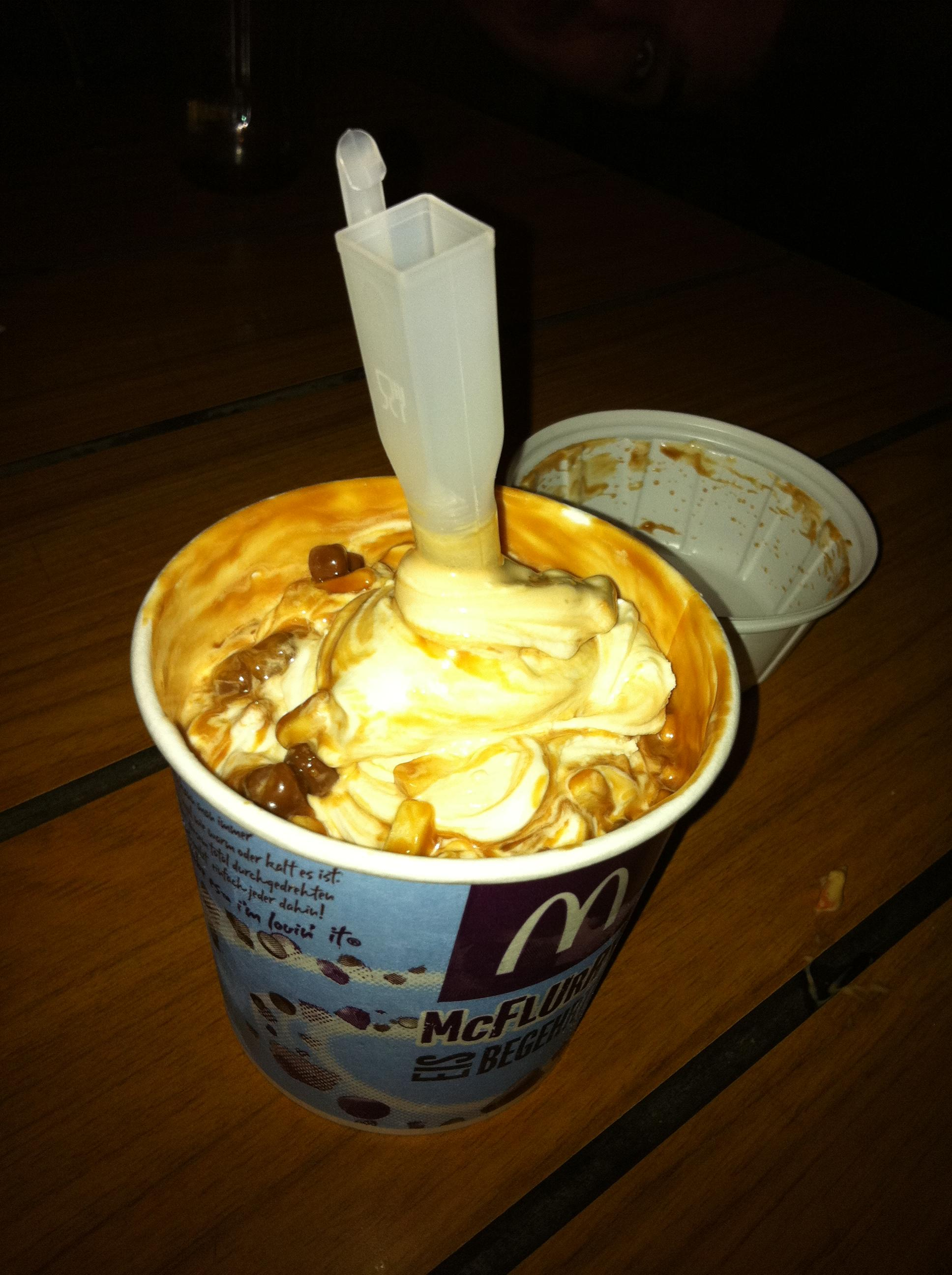
冰旋风

麦旋风（英語：McFlurry）是一款麦当劳推出的冰淇淋品牌。1995年首次在加拿大出售。主要为在冰淇淋中加入巧克力碎饼干（材质类似Oreo的饼干）搅拌而成。